# Atioyan
Atioyan är en ort i Mexiko.   Den ligger i kommunen Tlatlauquitepec och delstaten Puebla, i den sydöstra delen av landet, 180 km öster om huvudstaden Mexico City. Atioyan ligger 2 394 meter över havet och antalet invånare är 779.
Terrängen runt Atioyan är lite bergig, och sluttar norrut. Runt Atioyan är det ganska tätbefolkat, med 134 invånare per kvadratkilometer. Närmaste större samhälle är Teziutlan, 12,1 km öster om Atioyan. I omgivningarna runt Atioyan växer huvudsakligen savannskog.